# Стратегија просторног развоја Србије
Стратегија просторног развоја Републике Србије дефинише оријентацију Републике Србије у области планирања и уређења простора. Стратегијом се за делове територије Републике Србије дефинише имплементација државне политике планирања и уређења простора у зависности од регионалних и локалних географских услова и развојних могућности. Стратегија садржи циљеве просторног планирања и развоја Србије, основе за усмеравање и усклађивање просторног развоја, организацију простора, развојне приоритете и територијалне целине заједничких просторних и развојних обележја за које ће се доносити просторни планови. Стратегијом се посебно дефинишу питања, области и модалитети трансграничне и међународне сарадње у области просторног планирања и развоја.